# コンポンチュナン空港
コンポンチュナン空港（コンポンチュナンくうこう、英: Kampong Chhnang Airport）は、カンボジアのコンポンチュナン州にある空港。

## 概要
民主カンプチアのポル・ポト政権時代に、中国の協力を得て建設された。2012年現在、軍用飛行場として利用されている。
カンボジア政府は観光客の増加を見込み、首都のプノンペンにあるプノンペン国際空港に代わる民間空港として大幅に拡張、整備する計画をした。2025年までに整備が完了する見込みとしていた。
2018年1月、プノンペン南方に新プノンペン国際空港を建設することが決まった。